# Valerio Aspromonte
Valerio Aspromonte, född den 16 mars 1987 i Rom, Italien, är en italiensk fäktare som tog OS-guld i herrarnas lagtävling i florett i samband med de olympiska fäktningstävlingarna 2012 i London.